# Министерство обороны, гражданской обороны и спорта Швейцарии
Министерство обороны, гражданской обороны и спорта Швейцарии или Федеральный департамент обороны, гражданской обороны и спорта (итал. Dipartimento federale della difesa, della protezione della popolazione e dello sport; нем. Eidgenössisches Departement für Verteidigung, Bevölkerungsschutz und Sport; фр. Département fédéral de la Défense, de la protection de la population et des sports, романш. Departament federal da defensiun, protecziun da la populaziun e sport) является одним из семи министерств (департаментов) федерального правительства Швейцарии, возглавляемым членом Федерального совета.
Задачей Департамента является обеспечение безопасности народа армией, которая находится под его контролем, гражданской обороны (Федеральное управление по гражданской обороне), а также содействие спорту (Федеральное управление спорта).

## История изменения названия
- 1848—1978 гг. — Военный департамент,
- 1979—1997 гг. — Федеральный военный департамент,
- С 1998 г. — Федеральный департамент обороны, гражданской обороны и спорта.

## Структура
Департамент состоит из следующих подразделений:
- Генеральный секретариат.
- Управление Главного военного прокурора.
- Стратегическая разведывательная служба.
- Служба анализа и предупреждения.
- Управление по вопросам политики безопасности.
- Сектор обороны (Вооружённые силы):
  - Штаб армии.
  - Сухопутные войска.
  - Военно-воздушные силы.
  - Служба тыла Вооружённых сил.
  - Служба поддержки командования Вооружённых сил.
- Сектор гражданской обороны (Федеральное управление по делам гражданской обороны):
  - Лаборатория в Шпице, которая отвечает за защиту населения от ядерной, биологической и химической угрозы.
  - Национальный центр по чрезвычайным операциям.
- Сектор спорта (Федеральное управление спорта):
  - Национальный молодёжный спортивный центр в Тенеро.
  - Организация по делам молодёжи и спорта.
- Группа Armasuisse, ответственная за закупки вооружений, технологий и исследований:
  - Федеральное бюро топографии.

## Список глав департамента
| - 1848—1854: Ульрих Оксенбейн - 1855—1859: Фридрих Фрей-Эрозе - 1860—1861: Якоб Штемпфли - 1862: Констан Форнеро - 1863: Якоб Штемпфли - 1864—1866: Констан Форнеро - 1867—1868: Эмиль Вельти - 1869: Виктор Руффи - 1870—1871: Эмиль Вельти - 1872: Поль Серезоль - 1873—1875: Эмиль Вельти - 1876—1878: Иоганн Якоб Шерер - 1879—1888: Вильгельм Хертенштейн - 1889—1890: Вальтер Хаузер - 1891—1897: Эмиль Фрей - 1897—1898: Эдуард Мюллер - 1899: Эжен Руффи - 1900—1906: Эдуард Мюллер - 1907: Людвиг Форрер - 1908—1911: Эдуард Мюллер | - 1912—1913: Артур Хоффман - 1914—1919: Камиль Декоппе - 1920—1929: Карл Шёрер - 1930—1940: Рудольф Мингер - 1940—1954: Карл Кобельт - 1955—1966: Поль Шоде - 1967—1968: Нелло Челио - 1968—1979: Рудольф Гнеги - 1980—1983: Жорж-Андре Шевалла - 1984—1986: Жан-Паскаль Деламюра - 1987—1989: Арнольд Коллер - 1989—1995: Каспар Филлигер - 1996—2000: Адольф Оги - 2001—2008: Самуэль Шмид - 2009—2015: Или Маурер - 2016—2018: Ги Пармелен - 2019—2025: Виола Амерд - С 2025: Мартин Пфистер |